# Look What Love Has Done
Look What Love Has Done ist der Themesong aus dem Film Junior (1994) von Ivan Reitman. Interpretin ist die ehemalige Scandal-Sängerin Patty Smyth.

## Hintergrund
Look What Love Has Done wurde von Carole Bayer Sager, James Ingram, James Newton Howard und Patty Smyth geschrieben. Produzent war James Newton Howard. Der Song erschien lediglich als Single-Version und war nicht auf dem offiziellen Soundtrack zum Film erhältlich.

## Rezeption
Larry Flick von Billboard bezeichnete den Song als gefällige Pop-Ballade mit einem einfühlsamen Text, der jedoch nicht schmalzig klänge.

## Auszeichnungen
Der Song war sowohl bei der Oscarverleihung 1995 als Bester Song als auch bei den Golden Globe Awards 1995 als Bester Filmsong nominiert, verlor aber in beiden Fällen gegen Can You Feel the Love Tonight von Elton John und Tim Rice aus Der König der Löwen. Patty Smyth sang den Song auch live bei der Oscarverleihung.